# Pont de l'Archevêché
De Pont de l'Archevêché (Aartsbisdomsbrug) is een brug over de rivier de Seine in de Franse hoofdstad Parijs, gebouwd in 1828.

## Algemeen
De Pont de l'Archevêché is 17 meter breed, waarvan slechts 11 te gebruiken. Hij werd gebouwd in 1828, naar een ontwerp van ingenieur Plouard, als 'gezelschap' voor de Pont des Invalides na de afbraak van de hangbrug bij Les Invalides. Tot 1850 moest er tol worden betaald om de brug over te steken, maar dit systeem werd door de gemeente Parijs afgeschaft.
De 68 meter lange brug telt drie gemetselde bogen van respectievelijk 15, 17 en 15 meter. De bogen zijn relatief zwak en hinderen de scheepvaart, maar ondanks een beslissing uit 1910 om de brug te vervangen is dit tot op heden niet gebeurd.
De Pont de l'Archevêché is gemaakt van steen, maar de pijlers en de landhoofden zijn gebouwd rondom houten palen.

## Locatie
De brug verbindt het 4e arrondissement, bij het Île de la Cité, met het 5e arrondissement, tussen de Quai de Montebello en de Quai de la Tournelle. De weg eroverheen loopt aan de noordkant over in de Square de l'Île-de-la-Cité, en aan de zuidkant in de Rue des Benardins. De brug ligt vlak bij metrostation Maubert - Mutualité.